# Parc national de Macaya
Le parc national de Macaya est un parc national de la république d'Haïti. Il constitue la zone cœur de la réserve de biosphère du massif de la Hotte, désignée par l'UNESCO en 2016. Le parc de Macaya constitue pour Haïti et les caraïbes l'une des plus importantes espaces de conservation de la biodiversité.

## Géographie
Le parc qui s'étend sur seulement 20 km2, englobe deux sommets, le pic de Formon (2 219 m) et le pic de Macaya (2 347 m), qui sont deux mornes coupés par de profondes ravines donnant naissance aux grandes rivières du sud de la péninsule haïtienne.

## Biodiversité
Le parc national protège la forêt tropicale humide qui recouvre une partie du massif de la Hotte. De ce fait, la végétation est luxuriante et constitue une forêt de nuage qui entoure le massif montagneux.
Le parc national abrite 65 espèces d'oiseaux, dont certaines sont endémiques. Le parc protège 141 espèces d'orchidées, dont 38 endémiques, et 367 autres plantes à fleurs dont 55 propres à l'île d'Haïti.